# Apamea secalina
Apamea secalina là một loài bướm đêm trong họ Noctuidae.